# 라 에스클라바 블랑카
《라 에스클라바 블랑카》(스페인어: La esclava blanca)는 2016년 방영된 콜롬비아의 텔레노벨라이다.